# Oorlogsmonument Steenwijk

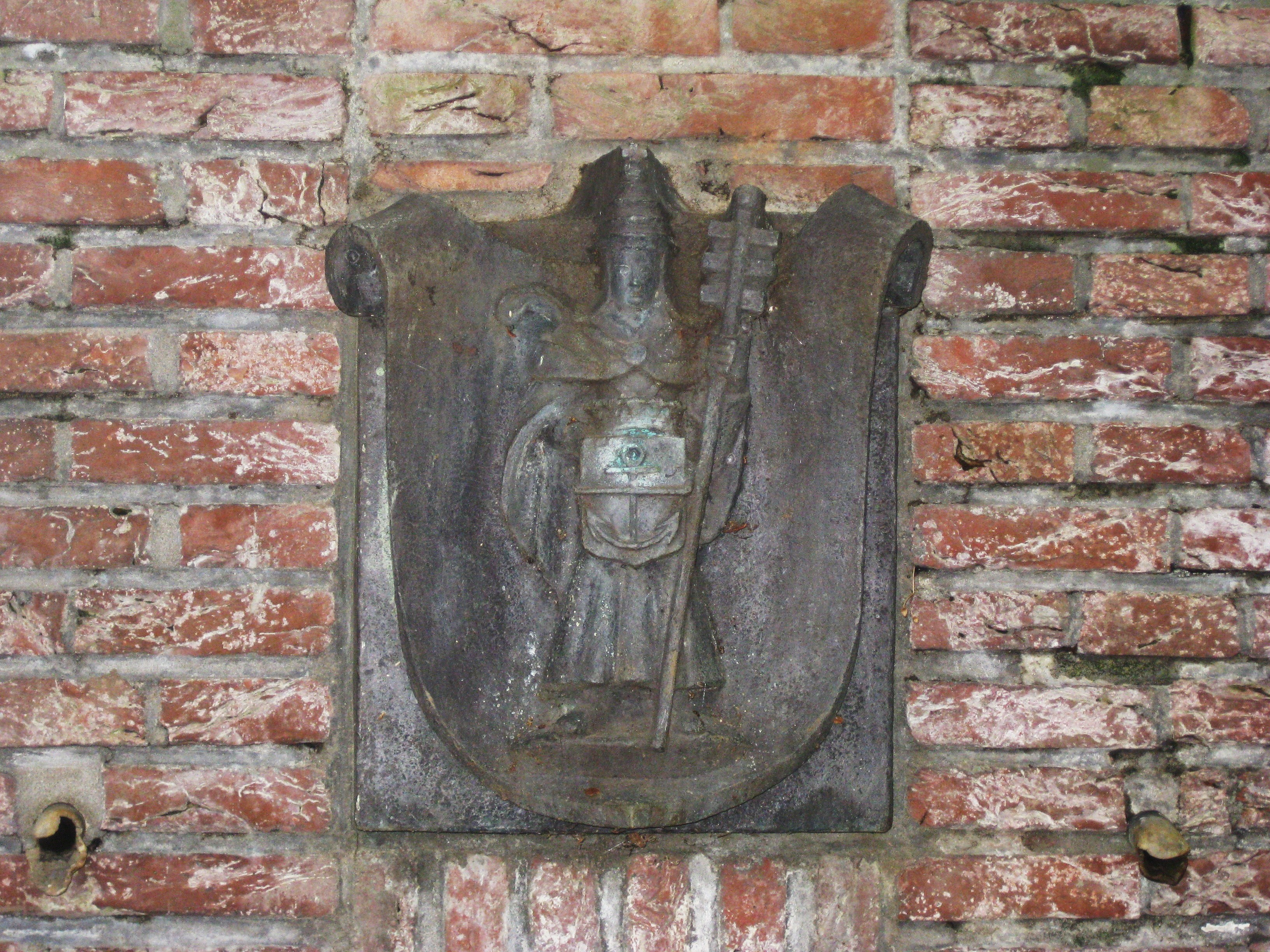
Achterzijde van het monument

Het oorlogsmonument in de Nederlandse stad Steenwijk is een gedenkteken ter nagedachtenis aan de Tweede Wereldoorlog.

## Beschrijving
Het monument werd gemaakt door de in Steenwijk geboren beeldhouwer Hildo Krop. Het bestaat uit een beeldengroep die op een sokkel voor een muur van witte natuursteen en rode baksteen staat. Het gedenkteken werd geplaatst bij de villa Rams Woerthe, het toenmalige gemeentehuis van Steenwijk, en op 5 mei 1948 onthuld. Aan de achterzijde van de muur is een reliëf aangebracht van Sint Clemens en het wapen van Steenwijk.
Op de voorzijde van de muur staat in reliëf links van de beeldengroep 

TER HERINNERING AAN DE GEVALLENEN
1940

 en rechts 

TER GEDACHTENIS AAN DE BEVRIJDING
1945

De beeldengroep bestaat uit een halfnaakte, staande vrouwenfiguur, die een vlag heeft gedrapeerd over een aan haar voeten liggende gesneuvelde man. De beeldengroep was oorspronkelijk uitgevoerd in Frans kalksteen. Nadat het meerdere malen werd beschadigd, waarbij in 1980 en 1990 de vrouw haar hoofd verloor, werd het vervangen door een bronzen exemplaar. Het stenen exemplaar staat tegenwoordig binnen in de nabijgelegen villa, waar sinds 2007 het Instituut Collectie Krop is gevestigd.